# Franz Xaver Wührer
Franz Xaver Wührer (Obernberg am Inn, 1792 – Brescia, 1870) è stato un imprenditore austriaco naturalizzato italiano. Di origine austriaca, si trasferì a Brescia quando la città faceva parte del Regno Lombardo-Veneto e ivi fondò, nel 1829, la birreria omonima. Suo figlio fu Pietro, che subentrò al padre nella conduzione dell'azienda nel 1867.